# Macchi M.15
Il Macchi M.15 era un monomotore biplano da ricognizione prodotto dall'azienda aeronautica italiana Aeronautica Macchi tra la fine degli anni dieci e l'inizio degli anni venti del XX secolo.
Realizzato in piccola serie venne impiegato nei reparti da ricognizione del Corpo Aeronautico Militare del Regio Esercito.

## Tecnica
L'M.15 era un velivolo dall'impostazione per l'epoca classica: monomotore biposto con velatura biplana e carrello fisso.
La fusoliera, a sezione rettangolare sviluppata in altezza, era caratterizzata dalla presenza di due abitacoli aperti in tandem, l'anteriore destinato al pilota ed il posteriore all'osservatore, entrambi protetti da un parabrezza. Posteriormente terminava in un impennaggio classico monoderiva.

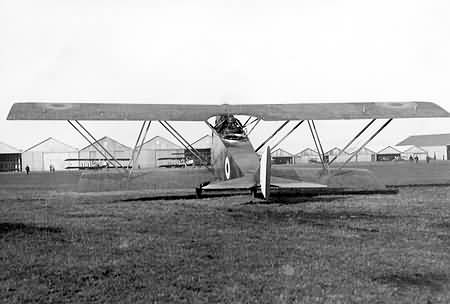
Vista posteriore.

La configurazione alare era biplano-sesquiplana, con l'ala superiore, posizionata alta a parasole sulla fusoliera, di apertura e superficie più ampia rispetto all'ala inferiore, posizionata bassa, collegate tra loro da una serie di coppie di montanti obliqui in configurazione Warren.
Il carrello d'atterraggio era un semplice biciclo anteriore fisso posizionato sotto la fusoliera, equipaggiato con ruote di grande diametro collegate tra loro da un assale rigido, integrato posteriormente da un pattino d'appoggio ammortizzato.
La propulsione era affidata ad un motore Fiat A.12bis, un sei cilindri in linea raffreddato a liquido in grado di erogare una potenza pari a 320 CV (235 kW), racchiuso da un cofano metallico posizionato all'apice anteriore della fusoliera ed abbinato ad un'elica a due pale a passo fisso in configurazione traente che consentiva al modello di raggiungere una velocità massima di 185 km/h (115 miglia/ora).

## Impiego operativo
Al dicembre 1919 risultano in carico al Regio Esercito tre esemplari.
Nel 1922 risulta essere assegnato alla 115ª Squadriglia del Corpo Aeronautico Militare del Regio Esercito con sede a Bologna, facente parte del 15º Gruppo stanziato a Padova. Dopo l'istituzione della Regia Aeronautica, in data 1º gennaio 1924, risultano in organico da assegnare alla 30ª e 115ª Squadriglia non ancora però costituite. In un successivo riassunto dell'organico datato 1º gennaio 1925 non risulta alcun esemplare impiegato in reparti da ricognizione.

## Utilizzatori
Italia
- Regio Esercito
  - Corpo Aeronautico Militare
- Regia Aeronautica

### Pubblicazioni
- Andrea Curami, Appunti sull'aviazione italiana negli anni '20 - Gli aerei da ricognizione 1ª parte, in Aerofan, n. 1/81, Milano, Giorgio Apostolo Editore, 1981.